# Přebor Kraje Vysočina 2016/2017
V soubojích 15. ročníku Přeboru Kraje Vysočina 2016/2017 (jedna ze skupin 5. fotbalové ligy) se utkalo 14 týmů každý s každým dvoukolovým systémem podzim–jaro. Tento ročník začal v sobotu 6. srpna 2016 úvodními pěti zápasy 1. kola a skončil v neděli 18. června 2017 zbývajícími třemi zápasy 26. kola.

## Nové týmy v sezoně 2016/2017
- Z Divize D 2015/2016 sestoupila do krajského přeboru Vysočiny mužstva FC Slovan Havlíčkův Brod a SK Tatran Ždírec nad Doubravou.
- Ze skupin I. A třídy Kraje Vysočina 2015/2016 postoupila mužstva FK Kovofiniš Ledeč nad Sázavou (vítěz skupiny A) a TJ Nová Ves u Nového Města na Moravě (vítěz skupiny B).

## Nejlepší střelec
Nejlepšími střelci ročníku se stali Radek Háněk z FC Slovan Havlíčkův Brod a Martin Somerauer z FC Chotěboř, oba vstřelili 14 branek.

## Konečná tabulka
Zdroj: 
| Poř. | Tým                                      | Z  | V  | R | P  | VG | OG | B  |
| ---- | ---------------------------------------- | -- | -- | - | -- | -- | -- | -- |
| 1.   | SK Tatran Ždírec nad Doubravou (S)       | 26 | 19 | 5 | 2  | 50 | 11 | 62 |
| 2.   | FC Slovan Havlíčkův Brod (S)             | 26 | 19 | 4 | 3  | 58 | 27 | 61 |
| 3.   | TJ Sapeli Polná                          | 26 | 17 | 4 | 5  | 49 | 30 | 55 |
| 4.   | FK Kovofiniš Ledeč nad Sázavou (N)       | 26 | 14 | 6 | 6  | 57 | 31 | 48 |
| 5.   | FC Chotěboř                              | 26 | 14 | 4 | 8  | 47 | 28 | 46 |
| 6.   | FK Humpolec                              | 26 | 13 | 4 | 9  | 37 | 25 | 43 |
| 7.   | TJ Nová Ves u Nového Města na Moravě (N) | 26 | 13 | 3 | 10 | 43 | 40 | 42 |
| 8.   | SK Přibyslav                             | 26 | 9  | 3 | 14 | 46 | 54 | 30 |
| 9.   | TJ Destrukce Jaroměřice nad Rokytnou     | 26 | 8  | 3 | 15 | 41 | 61 | 27 |
| 10.  | SK Huhtamaki Okříšky                     | 26 | 8  | 2 | 16 | 33 | 56 | 26 |
| 11.  | FC Velké Meziříčí „B“                    | 26 | 7  | 3 | 16 | 31 | 45 | 24 |
| 12.  | SK Moravské Budějovice                   | 26 | 5  | 4 | 17 | 22 | 53 | 19 |
| 13.  | FC Slavoj Žirovnice                      | 26 | 4  | 6 | 16 | 35 | 57 | 18 |
| 14.  | 1. FC Jemnicko                           | 26 | 4  | 5 | 17 | 22 | 53 | 17 |

Poznámky:
- Z = Odehrané zápasy; V = Vítězství; R = Remízy; P = Prohry; VG = Vstřelené góly; OG = Obdržené góly; B = Body; (S) = Mužstvo sestoupivší z vyšší soutěže; (N) = Mužstvo postoupivší z nižší soutěže (nováček)

|  | Postup do Divize D 2017/2018                          |
|  | Sestup do I. A třídy Kraje Vysočina - sk. A 2017/2018 |
|  | Sestup do I. A třídy Kraje Vysočina - sk. B 2017/2018 |